# Wausa
Wausa és una població dels Estats Units a l'estat de Nebraska. Segons el cens del 2000 tenia 636 habitants.

## Demografia
Segons el cens del 2000, Wausa tenia 636 habitants, 276 habitatges, i 171 famílies. La densitat de població era de 463,3 habitants per km².
Dels 276 habitatges en un 24,6% hi vivien nens de menys de 18 anys, en un 57,6% hi vivien parelles casades, en un 4% dones solteres, i en un 38% no eren unitats familiars. En el 37% dels habitatges hi vivien persones soles el 26,1% de les quals corresponia a persones de 65 anys o més que vivien soles. El nombre mitjà de persones vivint en cada habitatge era de 2,15 i el nombre mitjà de persones que vivien en cada família era de 2,82.
Per edats la població es repartia de la següent manera: un 21,7% tenia menys de 18 anys, un 4,4% entre 18 i 24, un 19,2% entre 25 i 44, un 20,4% de 45 a 60 i un 34,3% 65 anys o més.
L'edat mediana era de 48 anys. Per cada 100 dones de 18 o més anys hi havia 83,8 homes.
La renda mediana per habitatge era de 28.929 $ i la renda mediana per família de 36.477 $. Els homes tenien una renda mediana de 27.000 $ mentre que les dones 15.313 $. La renda per capita de la població era de 15.487 $. Aproximadament el 4,8% de les famílies i el 8,1% de la població estaven per davall del llindar de pobresa.

## Poblacions més properes
El següent diagrama mostra les poblacions més properes.